# Don Quarrie
Donald O’Riley „Don” Quarrie (ur. 25 lutego 1951 w Kingston) – jamajski lekkoatleta, sprinter, czterokrotny medalista letnich igrzysk olimpijskich.
W 1968 roku był zgłoszony w sztafecie 4 × 100 metrów podczas letnich igrzysk olimpijskich w Meksyku, lecz doznał kontuzji na treningu i nie wystąpił.
W 1970 roku podczas igrzysk Brytyjskiej Wspólnoty Narodów w Edynburgu zdobył trzy złote medale. Zwyciężył w biegach na 100 i na 200 metrów oraz wraz z drużyną jamajską (w składzie: Carl Lawson, Lennox Miller, Errol Stewart i Quarrie) w sztafecie 4 × 100 metrów.
Zwyciężył w biegach na 100 metrów i na 200 metrów  oraz w sztafecie 4 × 100 metrów (w składzie: Alfred Daley, Lawson, Miller i Quarrie) na igrzyskach panamerykańskich w 1971 w Cali. Wyrównał wówczas rekord świata Tommiego Smitha na 200 metrów rezultatem 19,8 s. Wystąpił na igrzyskach olimpijskich w 1972 w Monachium w biegu na 200 metrów, ale musiał się wycofać w półfinale wskutek kontuzji.
Podczas igrzysk Brytyjskiej Wspólnoty Narodów w 1974 roku w Christchurch jako pierwszy lekkoatleta w historii obronił dwa złote medale sprzed czterech lat (w biegach na 100  metrów i na 200 metrów), a sztafeta 4 × 100 metrów z jego udziałem zajęła 4. miejsce.
W 1976 roku podczas igrzysk olimpijskich w Montrealu zdobył złoty medal olimpijski w biegu na 200 metrów i srebrny w biegu na 100 metrów. Wystąpił także w sztafecie 4 × 400 metrów, która w finale zajęła 5. miejsce. W 1978 obronił tytuł w biegu na 100 metrów na igrzyskach Wspólnoty Narodów w Edmonton, a w biegu na 200 metrów odpadł w półfinale. Na igrzyskach panamerykańskich w 1979 w San Juan wystąpił tylko w sztafecie 4 × 100 metrów, która zajęła 4. miejsce.
W 1980 w na igrzyskach olimpijskich w Moskwie zdobył brązowy medal w biegu na 200 metrów oraz odpadł w półfinale biegu na 10 metrów i eliminacjach sztafety sztafeta 4 × 100 metrów. Odpadł w półfinałach biegów na 100 metrów i na 200 metrów na igrzyskach Wspólnoty Narodów w 1982 w Brisbane. W 1984 roku podczas letnich igrzysk olimpijskich w Los Angeles zdobył srebro w sztafecie 4 × 100 metrów wraz z Albertem Lawrence, Gregiem Meghoo i Raymondem Stewartem. Jamajczycy przegrali wówczas z reprezentantami Stanów Zjednoczonych, a bezpośrednio wyprzedzili Kanadyjczyków. W biegu na 200 metrów Quarrie odpadł w półfinale.
Quarrie odniósł również wiele sukcesów w mistrzostwach Ameryki Środkowej i Karaibów. Zwyciężył w biegach na 100 metrów, 200 metrów i sztafecie 4 × 100 metrów w 1971 w Kingston i w 1973 w Maracaibo oraz w biegu na 20 metrów i sztafecie 4 × 100 metrów w 1975 w Ponce, a w 1981 w Santo Domingo zdobył srebrny medal w biegu na 200 metrów.
Oprócz wyrównanego rekordu świata w biegu na 200 metrów Quarrie wyrównał także rekord świata w biegu na 100 metrów czasem 9,9 s, uzyskanym 22 maja 1976 w Modesto.